# Starine
Starine – wieś w Chorwacji, w żupanii bielowarsko-bilogorskiej, w gminie Štefanje. W 2011 roku liczyła 79 mieszkańców.